# Abdelkader Hadjar
Abdelkader Hadjar (en arabe : عبد القادر حجار), né en 1937 à Tiaret  et mort le 13 octobre 2020 à Alger, est un diplomate et homme politique algérien, militant du Front de libération nationale, membre du comité central (1965-2003).

## Biographie
Il préside en 1973 une Commission nationale d’arabisation instituée au sein du Front de libération nationale (FLN). Il restera un fervent partisan de la politique d'arabisation, et suscite la réprobation lorsqu'il ramène des hommes politiques à leurs origines berbères, parlant ainsi de « Zeroual le Chaoui », d'« Ouyahia le Kabyle ».
Membre du FLN (et de son Comité central jusqu'en 2003), il  est l'un des exécutants de l'opération visant à évincer Abdelhamid Mehri de son poste de secrétaire général du parti en 1996. 
Il est élu député en 1997 et est chargé de la commission des Affaires étrangères. 
Début 2019, il suscite des protestations en affirmant que le Printemps berbère était une « manipulation exercée par la France pour bloquer le processus d’arabisation engagé en Algérie ». En juin 2019, dans le contexte des manifestations de 2019 en Algérie, il déclare : « tant que nous sommes en vie, le FLN ne quittera jamais le pouvoir ».

## Mission diplomatique
- 1986-1989 : Ambassadeur d'Algérie en Libye ;
- 1989-1992 : Ambassadeur d'Algérie en Syrie ;
- 2000-2004 : Ambassadeur d'Algérie en Iran ;
- 2004-2012 : Ambassadeur d'Algérie en Égypte et représentant permanent de l'Algérie à la Ligue arabe ;
- 2012-2019 : Ambassadeur d'Algérie en Tunisie.

## Distinctions
- Ordre de la République (Tunisie)

## Publications
- http://www.echoroukonline.com/ara/author/hadjar/